# Vente pa'ca
Singles par Ricky Martin
Perdóname
(2016) Fiebre
(2016)
Singles par Maluma
Sin contrato
(2016) Cuatro babys
(2016)
Clip vidéo
[vidéo] « Vente pa'ca », sur YouTube
Vente pa'ca (ou Vente pa'cá, ou Vente Pa' Ca, ou Vente Pa'Ca) est une chanson du chanteur portoricain Ricky Martin, avec le chanteur colombien Maluma en featuring, sortie en single digital en 2016.
La chanson a atteint la 2e place en Espagne, la 72e place en Suisse et la 164e place en France.